# Kajikia
A Kajikia a sugarasúszójú halak (Actinopterygii) osztályának sügéralakúak (Perciformes) rendjébe, ezen belül a vitorláskardoshal-félék (Istiophoridae) családjába tartozó nem.

## Rendszerezés
A nembe az alábbi 2 faj tartozik:
- fehér marlin (Kajikia albida) (Poey, 1860)
- csíkos marlin (Kajikia audax) (Philippi, 1887) - típusfaj

Az idetartozó fajokat korábban a Tetrapturus nembe sorolták.